# See Spot Run
See Spot Run (en español Spot) es una película de comedia de 2001, dirigida por John Whitesell, producida por Robert Simonds y protagonizada por David Arquette.

## Argumento
Todo comienza con un operativo por parte del FBI hacia el jefe de la mafia Sonny Talia (Paul Sorvino), quien detrás de una mercadería legal, estaba traficando con drogas. Inicialmente, los agentes son burlados por Talia pero el Agente 11 (un perro bullmastiff perteneciente al FBI) rastrea la droga dentro de los productos de Talia. En su intento de huir, Talia es atacado por el perro, el cual le arranca un testículo en presencia de los agentes.
En contraparte, Gordon Smith (David Arquette) es un cartero que, si bien está contento con su trabajo, odia a los perros puesto que, lo atacan cuando deja la correspondencia de cada domicilio. Al mismo tiempo, tiene a su amigo Benny Washington (Anthony Anderson) con quien trabaja en el correo, y a su amiga Stephanie (Leslie Bibb), quien es una madre soltera y vive con su hijo James (Angus T. Jones). Gordon está enamorado de Stephanie y quiere ganarse la amistad de su hijo James con un perro de peluche, y se ofrecerse a cuidarlo mientras que su madre estuviese de viaje.
Después de someterse a una operación quirúrgica para reemplazar su testículo perdido, Talia busca vengarse del Agente 11, asignando a sus guardaespaldas Gino (Joe Viterelli) y Arliss (Steve Schirripa) para matar al perro. Después de un intento fallido de Gino y Arliss, el FBI se entera de los planes de Talia y se ven obligados a enviar al perro a Alaska, aunque Murdoch (Michael Clarke Duncan) se opone puesto que era su compañero de equipo. Luego de que Gino y Arliss enviaran a un agente para cambiar el destinatario del Agente 11, el can logra escapar gracias a un accidente con el vehículo en el que iba. En su intento de huir, el Agente 11 ingresa al vehículo donde se encontraba Gordon y se esconde en la parte trasera sin que éste lo viera, aunque James (quien también estaba allí) lo ve. De esa forma, el Agente 11 burla a sus captores.
Complicando más su vida, Gordon tiene que cuidar tanto de James como del Agente 11 (a quien lo llama “Spot”) ya que, por un malentendido, Gordon le entrega al perro a James como obsequio. Al principio, el perro no juega con James ni con Gordon debido a que cuando era cachorro, Murdoch le había enseñado a no divertirse; pero de pronto se encariña con James y también con Gordon.
Después que Gino y Arliss causan un desastre en la tienda de mascotas por capturar a Spot, el FBI logra dar con la ubicación del perro y Murdoch se lo lleva a pesar de que Gordon no quería eso porque era la mascota de James. En los siguientes días, James está desanimado. Al mismo tiempo, Spot no quiere comer porque extraña a James y a Gordon. De repente, James huye de casa pensando que Gordon no lo quiere, pero éste lo buscó desesperadamente porque lo quiere en verdad. Asimismo, Spot huye de centro del FBI para buscar a James y a Gordon. Deduciendo su paradero, Murdoch va a buscar al perro, pero en el departamento de Gordon se encontraba Sonny Talia (quien también estaba buscando a Spot).
Al hallar a James, Gordon es perseguido por Gino y Arliss por lo que van al departamento, pero se encuentran a Murdoch amordazado y a Talia con intención de vengarse de Spot. En eso, Spot aparece en el lugar y nuevamente logra derribar a Talia, empujándolo por la ventana. Tras arrestar a Sonny Talia, Gordon y Murdoch notan que Spot le había arrancado el otro testículo a Talia. Terminado esto, Murdoch nuevamente quiere llevarse a Spot pero Gordon se lo impide, proponiendo que sea el perro quien decida con quien quedarse. Spot opta por Gordon y James y Murdoch está triste porque igualmente era su perro, aunque Spot le muestra su cariño hacia Murdoch.
Después de pasar una odisea para llegar a casa, Stephanie regresa para ver cómo estaba su hijo y encuentra a Gordon, a James y a Spot comiendo. Dejándose llevar por lo que vio, amenaza a Gordon con demandarlo si se acerca a su hijo.
Días después, Gordon sale a pasear con Spot al parque. El perro se encuentra con James y Stephanie, a quien le quita su cartera. En eso, Spot le entrega la cartera a Gordon, quien se sorprende al ver a James. Al devolverle la cartera, Stephanie le comenta a Gordon lo mucho que su hijo lo quiere, tanto a él como al perro por lo que, ella le pide si quiere ser su novio, Gordon acepta y se queda con ella, con James y con Spot.

## Reparto
- David Arquette - Gordon Smith
- Angus T. Jones - James McGwire
- Leslie Bibb - Stephanie McGwire
- Michael Clarke Duncan - Agente Murdoch
- Paul Sorvino - Sonny Talia
- Anthony Anderson - Benny Washington
- Kim Hawthorne - Agente Cassavettes
- Joe Viterelli - Gino
- Steve Schirripa - Arliss
- Kavan Smith - Ricky

## Recepción

### Crítica de recepción
La película recibió comentarios negativos. Rotten Tomatoes la calificó con 23%, basada en 76 reseñas, con una calificación promedio de 3.7/10.

### Taquilla
La película tuvo un presupuesto de 16 millones de dólares con una recaudación de $43 millones de dólares lo que financieramente, See Spot Run fue un éxito a pesar de las críticas.